# Helen Kohlen
Helen Kohlen (* 28. August 1963 in Mönchengladbach) ist eine deutsche Pflegewissenschaftlerin.

## Leben

### Werdegang
Sie absolvierte eine Pflegeausbildung im Elisabeth-Krankenhaus Mönchengladbach und ein Lehramtstudium an der Universität Osnabrück in der Fächerkombination Gesundheit und Englisch. Ein Auslandssemester machte sie in den USA und Praktika in England und Irland. Beruflich war sie in der ambulanten Pflege, Behindertenpflege sowie Intensivfachpflege tätig. Als Lehrbeauftragte unterrichtete sie Pflegewissenschaft an Universitäten (HU Berlin, Witten/Herdecke, Osnabrück) und Fachhochschulen (Hamburg, Hannover). Sie studierte Sozialwissenschaften an der Universität Hannover und war Studienrätin an einer berufsbildenden Schule in Hannover. Sie hatte Forschungsaufenthalte in den USA (University of Minnesota; Creighton University). Sie wurde am Institut für Politische Wissenschaften der Universität Hannover zum Doktor der Philosophie promoviert. Sie promovierte zum Thema der Klinischen Ethikkomitees in den USA und in Deutschland. Sie wurde hierfür mit dem wissenschaftlichen Nachwuchspreis des Instituts für Mensch, Ethik und Wissenschaft (IMEW) in Berlin ausgezeichnet.
Kohlen hielt Gastvorlesungen an Universitäten in Mexiko-Stadt. Sie lehrt als Gastprofessorin für Feministische Ethik an der Universiteit voor Humanistiek am Lehrstuhl für Care Ethics und als Adjunctprofessorin an der Universität Alberta in Edmonton (Kanada). Sie vertrat bis 2023 den Lehrstuhl für Care Policy und Ethik in der Pflege in Anbindung an internationale Theorien und Konzepte unter besonderer Berücksichtigung einer politisch ausgerichteten Ethics of Care an der Philosophisch-Theologischen Hochschule Vallendar. Seit November 2023 ist sie Junior Researcher für Care-Arbeit an der Fachhochschule am Vorarlberg. Zudem ist sie assoziierte Wissenschaftlerin am Zentrum für Gesundheitsethik in Hannover. Sie ist Mitglied der Schriftleitung der Göttinger Akademie für Ethik in der Medizin. An dieser Akademie arbeitete sie ab 1995 in der neu ins Leben gerufenen Arbeitsgruppe Pflege & Ethik gemeinsam mit Marianne Rabe, Marianne Arndt und Monika Bobbert.

### Ehrenämter
Kohlen ist Mitglied des Stiftungsrats der Deutschen Stiftung Patientenschutz, einer bundesweit tätigen Patientenschutzorganisation für schwerstkranke, schwerstpflegebedürftige und sterbende Menschen mit Sitz in Dortmund.
Im November 2017 wurde Helen Kohlen in den wissenschaftlichen Beirat des Deutschen Hospiz- und PalliativVerbandes e. V. (DHPV) berufen, den Dachverband von über 1.000 Hospizvereinen und Palliativeinrichtungen in Deutschland.

## Veröffentlichungen (Auswahl)
- Conflicts of care. Hospital ethics committees in the USA and Germany. Campus-Verlag, Frankfurt/New York 2009, ISBN 978-3-593-38814-4 (zugleich Dissertation, Hannover 2007).
- mit Christel Kumbruck: Care-(Ethik) und das Ethos fürsorglicher Praxis (Literaturstudie). Universität Bremen. artec-paper Nr. 151, Januar 2008. artec-paper Nr. 151
- Klinische Ethikkomitees und die Themen der Pflege (= IMEW-Expertise. Band 10). IMEW, Berlin 2009, ISBN 978-3-9811917-1-4.
- Hilde Steppe gedenken. 10. Todestag am 23.04.2009 in Frankfurt am Main. Mit Festvortrag Klaus Dörner. In: Pflege&Gesellschaft. Zeitschrift für Pflegewissenschaft. (Juventa Weinheim) 3, 2009, S. 288.
- als Hrsg. mit Carmen Domínguez Alcón und Joan C. Tronto: El futuro del cuidado. Comprencion de la etica del cuidado y de la practica enfermera. Ediciones San Juan de Dios, Barcelona 2017, ISBN 84-944652-5-2.[10]

## (Video-)Podcasts
- Domradio Podcast: Helen Kohlen, PTHV, zur Thematik "Lebensende und Care-Arbeit, Erstausstrahlung 26. September 2021 (44:13 Min.)
- Interview mit Helen Kohlen, PTHV, YouTube (3:29 Min.)